# Euptychium spiculosum
Euptychium spiculosum là một loài Rêu trong họ Pterobryaceae. Loài này được (Broth. & Paris) Thér. miêu tả khoa học đầu tiên năm 1909.